# Landschaftspark Niederwald

Karte des Niederwaldes von 1837

Der Landschaftspark Niederwald (auch: Ostein’scher Park) ist eine der frühesten romantischen Parkanlagen in Deutschland und steht als künstlerisches, geschichtliches und städtebauliches Kulturdenkmal unter Denkmalschutz.

## Geografische Lage

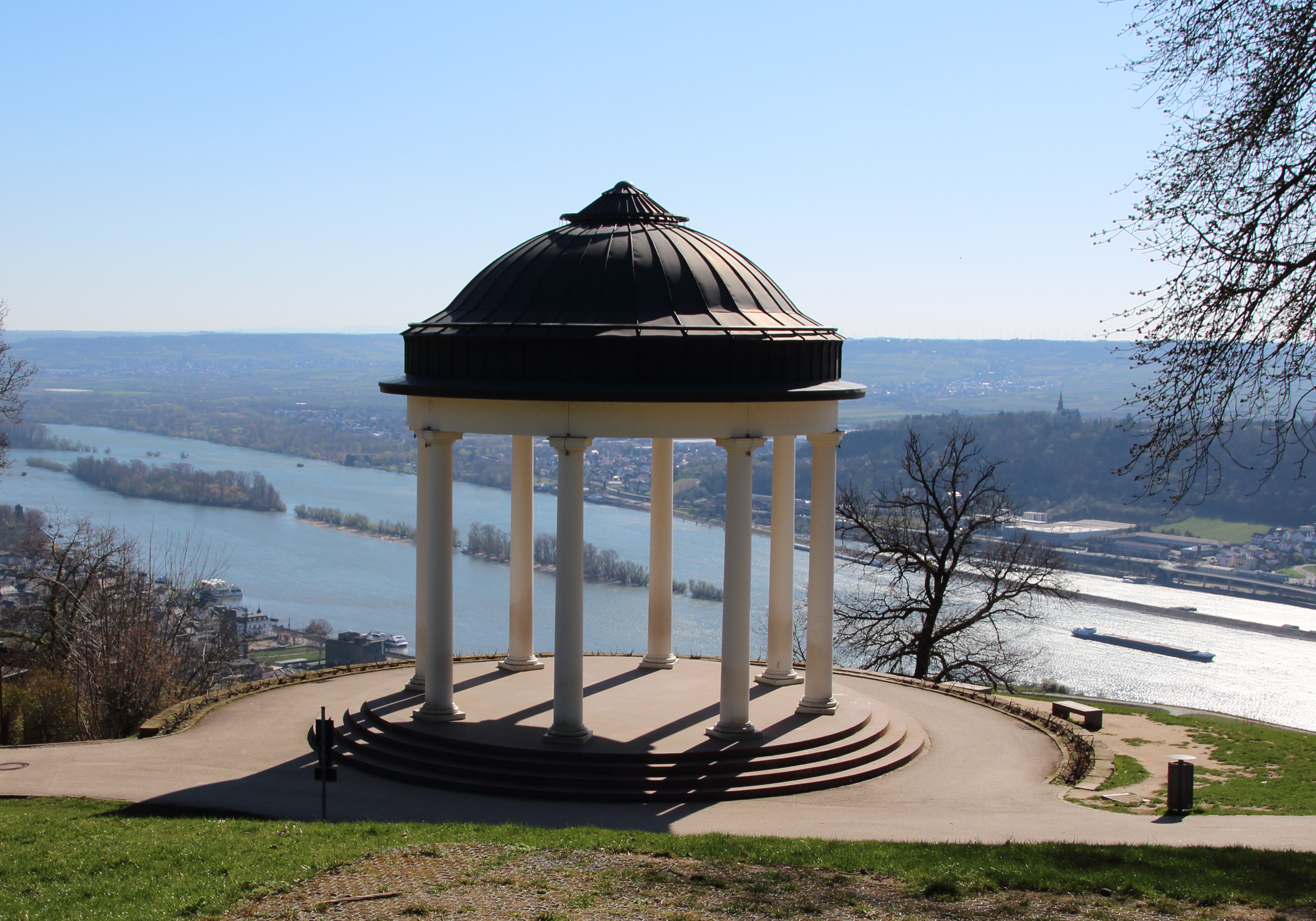
Nachbau von 2005 des kriegszerstörten Rundtempels

Der Park liegt hoch über dem Rheintal auf dem Niederwald im Hohen Taunus zwischen Rüdesheim am Rhein, Assmannshausen und Aulhausen im Rheingau-Taunus-Kreis in Hessen. Er umfasst 226 Hektar und liegt im Welterbe Kulturlandschaft Oberes Mittelrheintal. Der Park ist Teil der südlichen Eingangssituation für das Welterbe Oberes Mittelrheintal. Am Südrand des Parks wurde im 19. Jahrhundert das Niederwalddenkmal errichtet.

## Entstehung

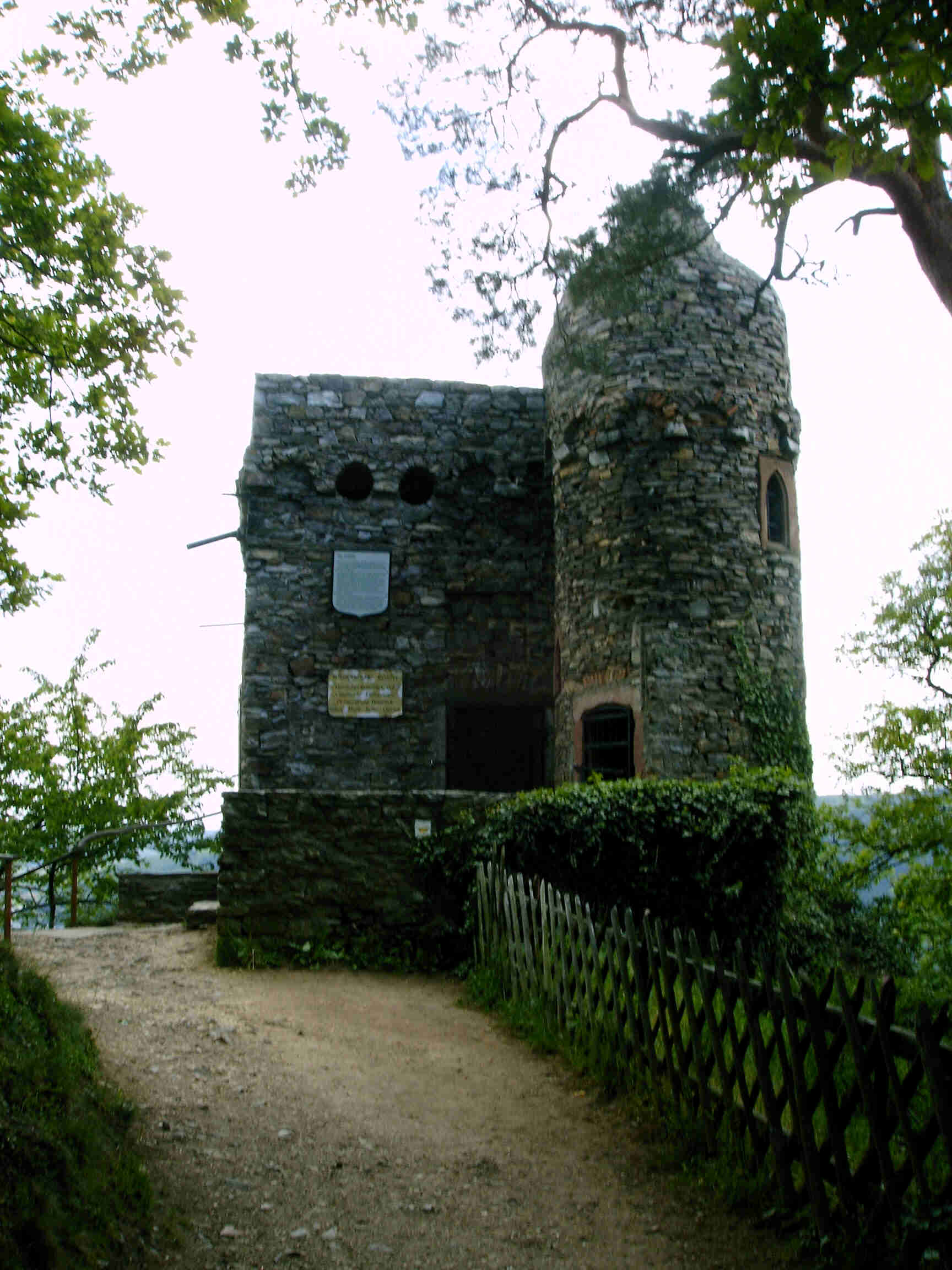
Rossel

Ab 1764 erschloss Johann Friedrich Karl Maximilian von Ostein, ein Neffe des Mainzer Erzbischofs Johann Friedrich Karl von Ostein, mit dem Bau eines Jagdschlosses und einer Zufahrtsallee die bewaldete Berghöhe zunächst als Jagdwald. Von 1774 bis 1777 ließ der Graf – als Vorläufer der Rheinromantik – eine Reihe von Holzbauten errichten, die in Bezug zur eindrucksvollen landschaftlichen Situation gesetzt wurden. Es entstanden ein Bauernhaus, eine Eremitage und ein Kohlenmeiler, die das einfache Leben in der Abgeschiedenheit symbolisierten und Besuchern als Ausflugsziele dienten. Von 1787 bis 1791 folgten nach Plänen des französischen Architekten François Ignace Mangin mehrere Steinbauten. An besonders markanten Aussichtspunkten wurden ein Rundtempel mit einem von Säulen getragenen Kuppeldach, die künstliche Ruine Rossel, der Rittersaal sowie Zauberhöhle mit Zauberhütte erbaut. In erster Linie war diese Inszenierung der Landschaft dem Grafen und seinen Gästen vorbehalten, aber zu bestimmten Terminen kam auch die Bevölkerung in ihren Genuss.

## Niederwald und Tourismus

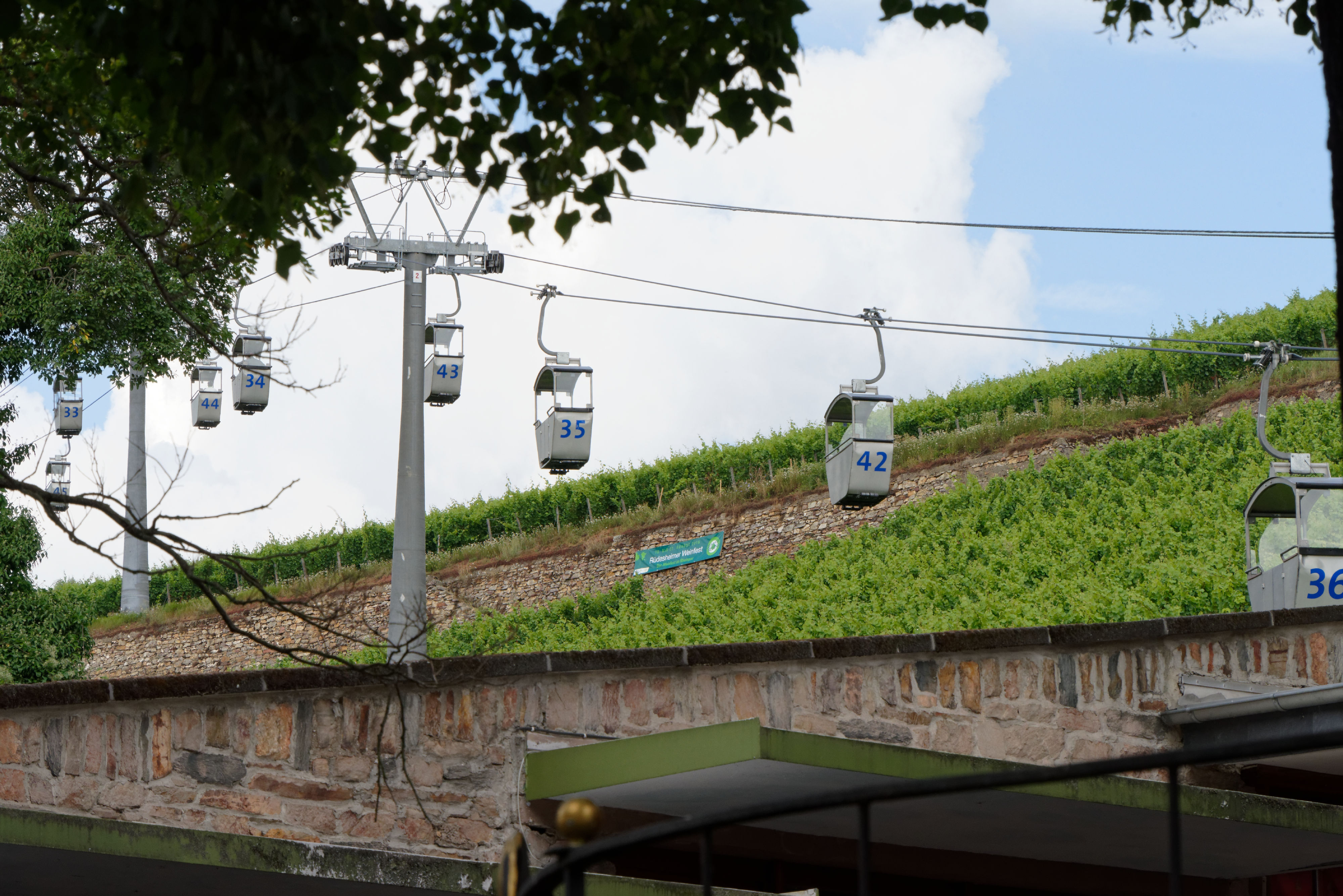
Seilbahn zwischen Rüdesheim und dem Niederwalddenkmal

Nach dem Tod des Grafen im Jahr 1809 interessierte sich lange Zeit niemand für den Erhalt des Landschaftsparks. Die Holzbauten verfielen, sind mittlerweile alle verschwunden. Von den Steinbauten sind zwei fast vollständig, die anderen in Resten erhalten. Der im Zweiten Weltkrieg zerstörte Tempel wurde 2006 durch eine private Initiative wieder aufgebaut.
Seit dem Bau des Niederwalddenkmals 1883 und seiner Erschließung durch die Niederwaldbahn wird nicht nur das Denkmal aufgesucht, sondern viele Besucher  schließen daran einen Spaziergang durch den Landschaftspark Niederwald mit seinen verschiedenen Sehenswürdigkeiten an. Beginnend an der Bergstation der Rüdesheimer Seilbahn, führt der Weg zum Denkmal zunächst an dem Tempel vorbei. Hinter dem Denkmal und der Adlerwarte berührt der Weg dann die Aussichtspunkte Naheblick und Hunsrückblick und den Standort der ehemaligen Eremitage. Es folgt die Rossel, eine künstliche Ruine, von der herunter man einen grandiosen Blick ins Rheintal und auf das Binger Loch hat. Ein Abzweig führt zum Rittersaal, von dem nur noch Grundmauern erhalten sind (Blick auf Trechtingshausen und Burg Reichenstein). Als Nächstes erreicht der Rundweg die Zauberhöhle mit der Zauberhütte. In letztere gelangte man früher nur durch den gewundenen Gang der Zauberhöhle, in der ein Zauberer aus Stein saß. Am Ende des Ganges öffneten sich aus den drei Fenstern der Zauberhütte Sichtachsen zu Aussichtspunkten auf der anderen Rheinseite. Beide Bauwerke sind wieder zugänglich und die Sichtachse zur Burg Rheinstein ist wiederhergestellt. Schließlich erreicht der Weg das Jagdschloss Niederwald, von dem aus Besucher entweder mit einer Sesselbahn steil hinunter nach Assmannshausen gelangen oder über die als Landstraße 3034 ausgebaute Allee auf kürzestem Weg zum Tempel zurückkehren können.

## Wiederherstellung derGartenkunst

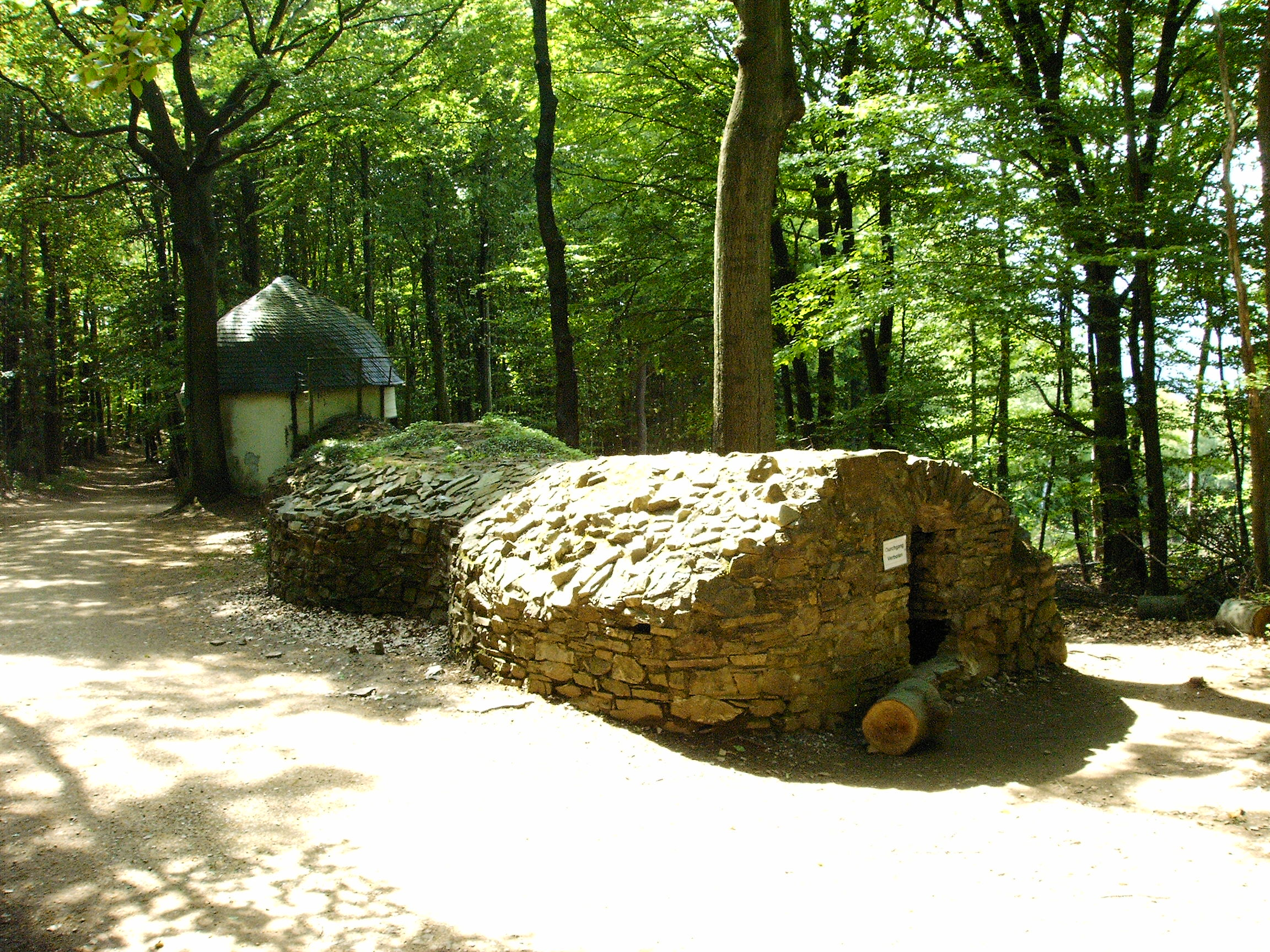
Zauberhöhle dahinter Zauberhütte

Der Park wird heute von der Verwaltung der Staatlichen Schlösser und Gärten Hessen betreut. Nach Anerkennung der Region Oberes Mittelrheintal als Welterbe durch die UNESCO haben die Bestrebungen zur Wiederherstellung des ursprünglichen Landschaftsparks an Priorität gewonnen. Für die Revitalisierung wurden seit 2011 auch Mittel aus dem Bundesprogramm für die Stätten des Welterbes der UNESCO in Deutschland zur Verfügung gestellt. Der Park ist Teil der Route der Welterbe-Gärten.